# Minyip
Minyip – miasto w Australii, w stanie Wiktoria.